# 6009 Yuzuruyoshii
6009 Yuzuruyoshii este un asteroid din centura principală de asteroizi.

## Descriere
6009 Yuzuruyoshii este un asteroid din centura principală de asteroizi. A fost descoperit pe 24 martie 1990 la Observatorul Palomar de Eleanor Francis Helin. Asteroidul prezintă o orbită caracterizată de o semiaxă mare de 2,44 ua, o excentricitate de 0,15 și o înclinație de 22,7° în raport cu ecliptica.